# تاکسنه
تاکسنه (به عربی: تاکسنة) یک شهرداری در الجزایر است که در Texenna District واقع شده‌است. تاکسنه ۱۴٬۹۷۴ نفر جمعیت دارد.